# كأس تونس 1991–92
كأس تونس لكرة القدم 1991-1992 هو الموسم رقم 36 منذ الاستقلال وال61 منذ إنشائه من كأس تونس لكرة القدم.

فاز بهذا الموسم النادي الإفريقي، وجاء ثانيا الملعب التونسي.

## روابط خارجية
- الموقع الرسمي للجامعة التونسية لكرة القدم.